# Séries éliminatoires de la Coupe Stanley 1940
Année précédente Année suivante
Les séries éliminatoires de la Coupe Stanley 1940 font suite à la saison 1939-1940 de la Ligue nationale de hockey. Les Rangers de New York remportent la Coupe Stanley en battant en finale les Maple Leafs de Toronto sur le score de 4 matchs à 2.

## Contexte et déroulement des séries
Les premiers de chaque division se rencontrent au meilleur des 7 matches, le vainqueur étant qualifié ensuite directement pour la finale de la Coupe Stanley. Le troisième et le quatrième se rencontrent au meilleur des 3 matches tout comme le cinquième et le sixième. Les vainqueurs se rencontrent, encore en 3 matches, pour décider de l'équipe qualifiée pour la finale qui se joue au meilleur des 7 matches.

## Tableau récapitulatif
|  | Quarts de finale  | Quarts de finale       | Quarts de finale | Quarts de finale       |               |                        | Demi-finales                  | Demi-finales                  | Demi-finales                  | Demi-finales                  |  |  | Finale                     | Finale                     | Finale                     | Finale                     |
|  |                   |                        |                  |                        |               |                        |                               |                               |                               |                               |  |  |                            |                            |                            |                            |
|  |                   |                        |                  |                        |               |                        | 19, 21, 24, 26, 28 et 30 mars | 19, 21, 24, 26, 28 et 30 mars | 19, 21, 24, 26, 28 et 30 mars | 19, 21, 24, 26, 28 et 30 mars |  |  | 2, 3, 6, 9, 11 et 13 avril | 2, 3, 6, 9, 11 et 13 avril | 2, 3, 6, 9, 11 et 13 avril | 2, 3, 6, 9, 11 et 13 avril |
|  |                   |                        |                  |                        |               |                        | 19, 21, 24, 26, 28 et 30 mars | 19, 21, 24, 26, 28 et 30 mars | 19, 21, 24, 26, 28 et 30 mars | 19, 21, 24, 26, 28 et 30 mars |  |  | 2, 3, 6, 9, 11 et 13 avril | 2, 3, 6, 9, 11 et 13 avril | 2, 3, 6, 9, 11 et 13 avril | 2, 3, 6, 9, 11 et 13 avril |
|  |                   |                        |                  |                        |               |                        | 19, 21, 24, 26, 28 et 30 mars | 19, 21, 24, 26, 28 et 30 mars | 19, 21, 24, 26, 28 et 30 mars | 19, 21, 24, 26, 28 et 30 mars |  |  | 2, 3, 6, 9, 11 et 13 avril | 2, 3, 6, 9, 11 et 13 avril | 2, 3, 6, 9, 11 et 13 avril | 2, 3, 6, 9, 11 et 13 avril |
|  |                   |                        |                  |                        |               |                        | 19, 21, 24, 26, 28 et 30 mars | 19, 21, 24, 26, 28 et 30 mars | 19, 21, 24, 26, 28 et 30 mars | 19, 21, 24, 26, 28 et 30 mars |  |  | 2, 3, 6, 9, 11 et 13 avril | 2, 3, 6, 9, 11 et 13 avril | 2, 3, 6, 9, 11 et 13 avril | 2, 3, 6, 9, 11 et 13 avril |
|  |                   |                        |                  |                        |               |                        | 19, 21, 24, 26, 28 et 30 mars | 19, 21, 24, 26, 28 et 30 mars | 19, 21, 24, 26, 28 et 30 mars | 19, 21, 24, 26, 28 et 30 mars |  |  | 2, 3, 6, 9, 11 et 13 avril | 2, 3, 6, 9, 11 et 13 avril | 2, 3, 6, 9, 11 et 13 avril | 2, 3, 6, 9, 11 et 13 avril |
|  | 1                 | Rangers de New York    | 4                | 4                      |               |                        |                               |                               |                               |                               |  |  | 2, 3, 6, 9, 11 et 13 avril | 2, 3, 6, 9, 11 et 13 avril | 2, 3, 6, 9, 11 et 13 avril | 2, 3, 6, 9, 11 et 13 avril |
|  | 1                 | Rangers de New York    | 4                | 4                      |               |                        |                               |                               |                               |                               |  |  | 2, 3, 6, 9, 11 et 13 avril | 2, 3, 6, 9, 11 et 13 avril | 2, 3, 6, 9, 11 et 13 avril | 2, 3, 6, 9, 11 et 13 avril |
|  |                   |                        | 2                | Bruins de Boston       | 2             | 2                      |                               |                               |                               |                               |  |  | 2, 3, 6, 9, 11 et 13 avril | 2, 3, 6, 9, 11 et 13 avril | 2, 3, 6, 9, 11 et 13 avril | 2, 3, 6, 9, 11 et 13 avril |
|  |                   |                        |                  |                        | 2             | 2                      |                               |                               |                               |                               |  |  | 2, 3, 6, 9, 11 et 13 avril | 2, 3, 6, 9, 11 et 13 avril | 2, 3, 6, 9, 11 et 13 avril | 2, 3, 6, 9, 11 et 13 avril |
|  |                   | 26 et 28 mars          |                  |                        |               |                        |                               |                               |                               |                               |  |  | 2, 3, 6, 9, 11 et 13 avril | 2, 3, 6, 9, 11 et 13 avril | 2, 3, 6, 9, 11 et 13 avril | 2, 3, 6, 9, 11 et 13 avril |
|  |                   |                        |                  |                        |               |                        |                               |                               |                               |                               |  |  | 2, 3, 6, 9, 11 et 13 avril | 2, 3, 6, 9, 11 et 13 avril | 2, 3, 6, 9, 11 et 13 avril | 2, 3, 6, 9, 11 et 13 avril |
|  | 1                 | Rangers de New York    | 4                | 4                      |               |                        |                               |                               |                               |                               |  |  |                            |                            |                            |                            |
|  | 1                 | Rangers de New York    | 4                | 4                      | 19 et 21 mars |                        |                               |                               |                               |                               |  |  |                            |                            |                            |                            |
|  |                   |                        | 3                | Maple Leafs de Toronto | 2             | 2                      |                               |                               |                               |                               |  |  |                            |                            |                            |                            |
|  | 3                 | Maple Leafs de Toronto | 3                | Maple Leafs de Toronto | 2             | 2                      | 2                             | 2                             |                               |                               |  |  |                            |                            |                            |                            |
|  | 3                 | Maple Leafs de Toronto |                  |                        |               |                        |                               |                               |                               |                               |  |  |                            |                            |                            |                            |
|  | 4                 | Black Hawks de Chicago | 0                | 0                      |               |                        |                               |                               |                               |                               |  |  |                            |                            |                            |                            |
|  | 4                 | Black Hawks de Chicago | 0                | 0                      | 3             | Maple Leafs de Toronto | 2                             | 2                             |                               |                               |  |  |                            |                            |                            |                            |
|  | 19, 22 et 24 mars |                        |                  |                        | 3             | Maple Leafs de Toronto | 2                             | 2                             |                               |                               |  |  |                            |                            |                            |                            |
|  |                   |                        | 5                | Red Wings de Détroit   | 0             | 0                      |                               |                               |                               |                               |  |  |                            |                            |                            |                            |
|  | 5                 | Red Wings de Détroit   | 5                | Red Wings de Détroit   | 0             | 0                      | 2                             | 2                             |                               |                               |  |  |                            |                            |                            |                            |
|  | 5                 | Red Wings de Détroit   |                  |                        |               |                        |                               | 2                             |                               |                               |  |  |                            |                            |                            |                            |
|  | 6                 | Americans de New York  | 1                | 1                      |               |                        |                               |                               |                               |                               |  |  |                            |                            |                            |                            |
|  | 6                 | Americans de New York  | 1                | 1                      |               |                        |                               |                               |                               |                               |  |  |                            |                            |                            |                            |
|  |                   |                        |                  |                        |               |                        |                               |                               |                               |                               |  |  |                            |                            |                            |                            |

## Détails des séries

### Quarts de finale

#### Maple Leafs de Toronto contre Black Hawks de Chicago
| 19 mars | Toronto | 3-2 (pr) (0-2, 0-0, 2-0, 1-0) | Chicago | Maple Leaf Gardens |

| Feuille de match | Feuille de match                                                                         | Feuille de match    | Feuille de match                       | Feuille de match                      |
| ---------------- | ---------------------------------------------------------------------------------------- | ------------------- | -------------------------------------- | ------------------------------------- |
|                  | Church — 21 min 15 s Apps (Drillon, Davidson) — 29 min 9 s Apps (Davidson) — 66 min 35 s | 0-1 0-2 1-2 2-2 3-2 | Wiebe — 2 min 30 s March — 19 min 41 s | Arbitrage : Mickey Ion Rabbit McVeigh |
| Broda            | Gardiens                                                                                 | Goodman             |                                        | Arbitrage : Mickey Ion Rabbit McVeigh |
|                  |                                                                                          |                     |                                        | Arbitrage : Mickey Ion Rabbit McVeigh |
|                  |                                                                                          |                     |                                        | Arbitrage : Mickey Ion Rabbit McVeigh |

| 21 mars | Chicago | 1-2 (0-0, 0-1, 1-1) | Toronto | Chicago Stadium |

| Feuille de match | Feuille de match                         | Feuille de match | Feuille de match                          | Feuille de match                 |
| ---------------- | ---------------------------------------- | ---------------- | ----------------------------------------- | -------------------------------- |
|                  | Carse (Gottselig, Seibert) — 40 min 32 s | 0-1 1-1 1-2      | Drillon — 4 min 18 s Goldup — 51 min 56 s | Arbitrage : King Clancy Ag Smith |
| Goodman          | Gardiens                                 | Broda            |                                           | Arbitrage : King Clancy Ag Smith |
|                  |                                          |                  |                                           | Arbitrage : King Clancy Ag Smith |
|                  |                                          |                  |                                           | Arbitrage : King Clancy Ag Smith |

#### Red Wings de Détroit contre Americans de New York
| 19 mars | Détroit | 2-1 (pr) (0-1, 1-0, 0-0, 1-0) | New York | Olympia Stadium |

| Feuille de match | Feuille de match                                           | Feuille de match | Feuille de match                | Feuille de match                     |
| ---------------- | ---------------------------------------------------------- | ---------------- | ------------------------------- | ------------------------------------ |
|                  | Motter (Goodfellow, Abel) — 21 min 29 s Howe — 60 min 25 s | 0-1 1-1 2-1      | Gagnon (Anderson) — 19 min 20 s | Arbitrage : King Clancy Clarence Day |
| Thompson         | Gardiens                                                   | Robertson        |                                 | Arbitrage : King Clancy Clarence Day |
|                  |                                                            |                  |                                 | Arbitrage : King Clancy Clarence Day |
|                  |                                                            |                  |                                 | Arbitrage : King Clancy Clarence Day |

| 22 mars | New York | 5-4 (0-0, 1-1, 4-3) | Détroit | Madison Square Garden 7 000 spectateurs |

| Feuille de match | Feuille de match | Feuille de match                    | Feuille de match | Feuille de match                     |
| ---------------- | --- | ----------------------------------- | --- | ------------------------------------ |
|                  | Conacher (Sorrell, Shore) — 38 min 56 s Smith (Sorrell) — 45 min 10 s Anderson (Sorrell, Smith) — 56 min 15 s Smith (Anderson, Shore) — 57 min 18 s Chapman (Conacher, Jackson) — 59 min 39 s | 0-1 1-1 2-1 2-2 2-3 2-4 3-4 4-4 5-4 | Bruneteau (Howe) — 30 min 58 s Fisher (McDonald) — 45 min 54 s Bruneteau (Howe, Kilrea) — 48 min 18 s Brown (Fisher) — 54 min 16 s | Arbitrage : Mickey Ion Don MacFadyen |
| Robertson        | Gardiens | Thompson                            | | Arbitrage : Mickey Ion Don MacFadyen |
|                  | |                                     | | Arbitrage : Mickey Ion Don MacFadyen |
|                  | |                                     | | Arbitrage : Mickey Ion Don MacFadyen |

| 24 mars | Détroit | 3-1 (1-1, 0-0, 2-0) | New York | Olympia Stadium |

| Feuille de match | Feuille de match                                                                                       | Feuille de match | Feuille de match               | Feuille de match                     |
| ---------------- | --- | ---------------- | ------------------------------ | ------------------------------------ |
|                  | Dillon (Abel) — 5 min 18 s Bruneteau (Abel, Goodfellow) — 47 min 33 s Kilrea (Bruneteau) — 56 min 45 s | 1-0 1-1 2-1 3-1  | Smith (Anderson) — 18 min 39 s | Arbitrage : Ted Graham Don MacFadyen |
| Thompson         | Gardiens                                                                                               | Robertson        |                                | Arbitrage : Ted Graham Don MacFadyen |
|                  | |                  |                                | Arbitrage : Ted Graham Don MacFadyen |
|                  | |                  |                                | Arbitrage : Ted Graham Don MacFadyen |

### Demi-finales

#### Rangers de New York contre Bruins de Boston
| 19 mars | New York | 4-0 (0-0, 2-0, 2-0) | Boston | Madison Square Garden 14 421 spectateurs |

| Feuille de match | Feuille de match | Feuille de match | Feuille de match | Feuille de match                       |
| ---------------- | --- | ---------------- | ---------------- | -------------------------------------- |
|                  | Watson (Hextall, Hiller) — 30 min 29 s Shibicky (N. Colville) — 32 min 13 s M. Colville (N. Colville) — 42 min 37 s M. Colville (Shibicky) — 56 min 58 s | 1-0 2-0 3-0 4-0  |                  | Arbitrage : Bill Stewart Don MacFadyen |
| Kerr             | Gardiens | Brimsek          |                  | Arbitrage : Bill Stewart Don MacFadyen |
|                  | |                  |                  | Arbitrage : Bill Stewart Don MacFadyen |
|                  | |                  |                  | Arbitrage : Bill Stewart Don MacFadyen |

| 21 mars | Boston | 4-2 (0-1, 3-0, 1-1) | New York | Boston Garden |

| Feuille de match | Feuille de match | Feuille de match        | Feuille de match                                            | Feuille de match                       |
| ---------------- | --- | ----------------------- | ----------------------------------------------------------- | -------------------------------------- |
|                  | Hollett (Cain, Clapper) — 25 min 45 s Cain — 28 min 19 s Dumart (Clapper, Conacher) — 39 min 34 s Jackson (Wiseman, Cain) — 58 min 16 s | 0-1 1-1 2-1 3-1 3-2 4-2 | M. Colville (N. Colville) — 3 min 45 s Hiller — 49 min 56 s | Arbitrage : Mickey Ion Donny MacFadyen |
| Brimsek          | Gardiens | Kerr                    |                                                             | Arbitrage : Mickey Ion Donny MacFadyen |
|                  | |                         |                                                             | Arbitrage : Mickey Ion Donny MacFadyen |
|                  | |                         |                                                             | Arbitrage : Mickey Ion Donny MacFadyen |

| 24 mars | Boston | 4-3 (1-0, 2-1, 1-2) | New York | Boston Garden |

| Feuille de match | Feuille de match | Feuille de match            | Feuille de match                                                                                                | Feuille de match                     |
| ---------------- | --- | --------------------------- | --- | ------------------------------------ |
|                  | Wiseman (Jackson) — 7 min 21 s Bauer (Hamill) — 36 min 6 s Conacher (Hollett, Cowley) — 37 min 55 s Wiseman (Cain) — 47 min 49 s | 1-0 1-1 2-1 3-1 3-2 4-2 4-3 | M. Patrick (MacDonald, Smith) — 33 min 49 s Pratt (Watson) — 43 min 40 s L. Patrick (Smith, Pike) — 52 min 15 s | Arbitrage : King Clancy Clarence Day |
| Brimsek          | Gardiens | Kerr                        | | Arbitrage : King Clancy Clarence Day |
|                  | |                             | | Arbitrage : King Clancy Clarence Day |
|                  | |                             | | Arbitrage : King Clancy Clarence Day |

| 26 mars | New York | 1-0 (0-0, 0-0, 1-0) | Boston | Madison Square Garden 16 054 spectateurs |

| Feuille de match | Feuille de match                          | Feuille de match | Feuille de match | Feuille de match |
| ---------------- | ----------------------------------------- | ---------------- | ---------------- | ---------------- |
|                  | M. Patrick (Watson, Hiller) — 50 min 40 s | 1-0              |                  |                  |
| Kerr             | Gardiens                                  | Brimsek          |                  |                  |
|                  |                                           |                  |                  |                  |
|                  |                                           |                  |                  |                  |

| 28 mars | Boston | 0-1 (0-0, 0-0, 0-1) | New York | Boston Garden |

| Feuille de match | Feuille de match | Feuille de match | Feuille de match               | Feuille de match                      |
| ---------------- | ---------------- | ---------------- | ------------------------------ | ------------------------------------- |
|                  |                  | 0-1              | Pratt (Shibicky) — 44 min 27 s | Arbitrage : Mickey Ion Rabbit McVeigh |
| Brimsek          | Gardiens         | Kerr             |                                | Arbitrage : Mickey Ion Rabbit McVeigh |
|                  |                  |                  |                                | Arbitrage : Mickey Ion Rabbit McVeigh |
|                  |                  |                  |                                | Arbitrage : Mickey Ion Rabbit McVeigh |

| 30 mars | New York | 4-1 (0-1, 1-0, 3-0) | Boston | Madison Square Garden 15 988 spectateurs |

| Feuille de match | Feuille de match | Feuille de match    | Feuille de match                          | Feuille de match                       |
| ---------------- | --- | ------------------- | ----------------------------------------- | -------------------------------------- |
|                  | Pike (L. Patrick) — 28 min 14 s Shibicky (N. Colville, M. Colville) — 51 min 9 s Smith (Heller, MacDonald) — 52 min 49 s (SN) Watson (Hextall) — 54 min 46 s (SN) | 0-1 1-1 2-1 3-1 4-1 | Conacher (Hollett, Reardon) — 19 min 53 s | Arbitrage : King Clancy Rabbit McVeigh |
| Kerr             | Gardiens | Brimsek             |                                           | Arbitrage : King Clancy Rabbit McVeigh |
|                  | |                     |                                           | Arbitrage : King Clancy Rabbit McVeigh |
|                  | |                     |                                           | Arbitrage : King Clancy Rabbit McVeigh |

#### Maple Leafs de Toronto contre Red Wings de Détroit
| 26 mars | Toronto | 2-1 (0-0, 1-0, 1-1) | Détroit | Maple Leaf Gardens 13 088 spectateurs |

| Feuille de match | Feuille de match                                 | Feuille de match | Feuille de match               | Feuille de match                    |
| ---------------- | ------------------------------------------------ | ---------------- | ------------------------------ | ----------------------------------- |
|                  | Apps (Metz) — 31 min 18 s Schriner — 40 min 56 s | 1-0 2-0 2-1      | Brown (McDonald) — 49 min 30 s | Arbitrage : Mickey Ion Teddy Graham |
| Broda            | Gardiens                                         | Thompson         |                                | Arbitrage : Mickey Ion Teddy Graham |
|                  |                                                  |                  |                                | Arbitrage : Mickey Ion Teddy Graham |
|                  |                                                  |                  |                                | Arbitrage : Mickey Ion Teddy Graham |

| 28 mars | Détroit | 1-3 (0-2, 0-0, 1-1) | Toronto | Olympia Stadium |

| Feuille de match | Feuille de match                       | Feuille de match | Feuille de match                                                                       | Feuille de match                           |
| ---------------- | -------------------------------------- | ---------------- | -------------------------------------------------------------------------------------- | ------------------------------------------ |
|                  | Howe (Motter, Bruneteau) — 59 min 20 s | 0-1 0-2 1-2 1-3  | Heron — 3 min 4 s Goldup (Marker) — 19 min 51 s Goldup (Langelle, Marker) — 47 min 7 s | Arbitrage : Teddy Graham, Donnie MacFadyen |
| Thompson         | Gardiens                               | Broda            |                                                                                        | Arbitrage : Teddy Graham, Donnie MacFadyen |
|                  |                                        |                  |                                                                                        | Arbitrage : Teddy Graham, Donnie MacFadyen |
|                  |                                        |                  |                                                                                        | Arbitrage : Teddy Graham, Donnie MacFadyen |

### Finale
| 2 avril | New York | 2-1 (pr) (1-1, 0-0, 0-0, 1-0) | Toronto | Madison Square Garden 12 437 spectateurs |

| Feuille de match | Feuille de match                                               | Feuille de match | Feuille de match              | Feuille de match                  |
| ---------------- | -------------------------------------------------------------- | ---------------- | ----------------------------- | --------------------------------- |
|                  | Coulter (Colville) — 9 min 9 s Pike (L. Patrick) — 75 min 30 s | 1-0 1-1 2-1      | Heron (Schriner) — 11 min 1 s | Arbitrage : Bill Stewart Ag Smith |
| Kerr             | Gardiens                                                       | Broda            |                               | Arbitrage : Bill Stewart Ag Smith |
|                  |                                                                |                  |                               | Arbitrage : Bill Stewart Ag Smith |
|                  |                                                                |                  |                               | Arbitrage : Bill Stewart Ag Smith |

| 3 avril | New York | 6-2 (1-2, 2-0, 3-0) | Toronto | Madison Square Garden 13 000 spectateurs |

| Feuille de match | Feuille de match | Feuille de match                | Feuille de match                                                            | Feuille de match                       |
| ---------------- | --- | ------------------------------- | --------------------------------------------------------------------------- | -------------------------------------- |
|                  | Hextall (Hiller, Watson) — 15 min 14 s Pratt (N. Colville) — 23 min 57 s Hextall (Heller) — 39 min 48 s Hextall (Watson) — 46 min 26 s Hiller (Watson, Hextall) — 52 min 21 s L. Patrick (Pratt, Heller) — 53 min 9 s | 0-1 0-2 1-2 2-2 3-2 4-2 5-2 6-2 | Taylor (Schriner, Horner) — 5 min 1 s Goldup (Langelle, Marker) — 6 min 1 s | Arbitrage : King Clancy Rabbit McVeigh |
| Kerr             | Gardiens | Broda                           |                                                                             | Arbitrage : King Clancy Rabbit McVeigh |
|                  | |                                 |                                                                             | Arbitrage : King Clancy Rabbit McVeigh |
|                  | |                                 |                                                                             | Arbitrage : King Clancy Rabbit McVeigh |

| 6 avril | Toronto | 2-1 (0-1, 0-0, 2-0) | New York | Maple Leaf Gardens 15 309 spectateurs |

| Feuille de match | Feuille de match                                                 | Feuille de match | Feuille de match              | Feuille de match                          |
| ---------------- | ---------------------------------------------------------------- | ---------------- | ----------------------------- | ----------------------------------------- |
|                  | Drillon (Apps, Horner) — 50 min 32 s Goldup (Metz) — 53 min 40 s | 0-1 1-1 2-1      | Watson (Heller) — 18 min 19 s | Arbitrage : Bill Stewart Donnie MacFadyen |
| Broda            | Gardiens                                                         | Kerr             |                               | Arbitrage : Bill Stewart Donnie MacFadyen |
|                  |                                                                  |                  |                               | Arbitrage : Bill Stewart Donnie MacFadyen |
|                  |                                                                  |                  |                               | Arbitrage : Bill Stewart Donnie MacFadyen |

| 9 avril | Toronto | 3-0 (1-0, 0-0, 2-0) | New York | Maple Leaf Gardens 13 966 spectateurs |

| Feuille de match | Feuille de match                                                                                     | Feuille de match | Feuille de match | Feuille de match                    |
| ---------------- | --- | ---------------- | ---------------- | ----------------------------------- |
|                  | Marker (Goldup, Langelle) — 19 min 20 s Stanowski (Church) — 56 min 3 s Drillon (Apps) — 59 min 26 s | 1-0 2-0 3-0      |                  | Arbitrage : Mickey Ion Clarence Day |
| Broda            | Gardiens                                                                                             | Kerr             |                  | Arbitrage : Mickey Ion Clarence Day |
|                  | |                  |                  | Arbitrage : Mickey Ion Clarence Day |
|                  | |                  |                  | Arbitrage : Mickey Ion Clarence Day |

| 11 avril | Toronto | 1-2 (2 pr) (0-1, 1-0, 0-0, 0-0, 0-1) | New York | Maple Leaf Gardens 13 694 spectateurs |

| Feuille de match | Feuille de match   | Feuille de match | Feuille de match                                                                         | Feuille de match                       |
| ---------------- | ------------------ | ---------------- | ---------------------------------------------------------------------------------------- | -------------------------------------- |
|                  | Apps — 36 min 55 s | 0-1 1-1 1-2      | N. Colville (M. Colville, Shibicky) — 12 min 21 s M. Patrick (N. Colville) — 91 min 43 s | Arbitrage : King Clancy Rabbit McVeigh |
| Broda            | Gardiens           | Kerr             |                                                                                          | Arbitrage : King Clancy Rabbit McVeigh |
|                  |                    |                  |                                                                                          | Arbitrage : King Clancy Rabbit McVeigh |
|                  |                    |                  |                                                                                          | Arbitrage : King Clancy Rabbit McVeigh |

| 13 avril | Toronto | 2-3 (pr) (1-0, 1-0, 0-2, 0-1) | New York | Maple Leaf Gardens 14 894 spectateurs |

| Feuille de match | Feuille de match                                           | Feuille de match    | Feuille de match                                                                                    | Feuille de match                    |
| ---------------- | ---------------------------------------------------------- | ------------------- | --------------------------------------------------------------------------------------------------- | ----------------------------------- |
|                  | Apps (Davidson) — 6 min 52 s Metz (Schriner) — 24 min 50 s | 1-0 2-0 2-1 2-2 2-3 | N. Colville (Shibicky) — 48 min 8 s Pike (Smith) — 50 min 1 s Hextall (Watson, Hiller) — 62 min 7 s | Arbitrage : Bill Stewart Mickey Ion |
| Broda            | Gardiens                                                   | Kerr                | | Arbitrage : Bill Stewart Mickey Ion |
|                  |                                                            |                     | | Arbitrage : Bill Stewart Mickey Ion |
|                  |                                                            |                     | | Arbitrage : Bill Stewart Mickey Ion |